# Trentepohlia taylori
Trentepohlia taylori är en tvåvingeart som beskrevs av Alexander 1931. Trentepohlia taylori ingår i släktet Trentepohlia och familjen småharkrankar. Inga underarter finns listade i Catalogue of Life.